# 尹一青
尹一青（1926年3月—？），祖籍山东省掖县，生于黑龙江省宁安县，中华人民共和国长春电影制片厂导演。

## 生平
1926年3月，尹一青生于黑龙江省宁安县。1946年6月，进入东北文工团一团担任演员。1948年底，随该团调入东北电影制片厂（1955年更名“长春电影制片厂”），此后饰演过各种电影角色，如在电影《赵一曼》中饰演小商人，在电影《无穷的潜力》中饰演总工程师。1955年10月，尹一青考入北京电影学院导演专修班。1957年夏，结业回到长春电影制片厂。此后，在《地下尖兵》等电影中担任副导演。1958年开始，尹一青独立拍片，先后执导《红梅花开》、《山村会计》、《马戏团的新节目》（联合导演）、《龙飞凤舞》、《我们村里的年青人》（联合导演）、《灯》、《血沃中华》、《车轮滚滚》等18部电影。他是中国电影家协会会员。

## 作品
表演
- 1950年《赵一曼》饰 邢长腿
- 1950年《红旗歌》饰 伪委员甲
- 1950年《高歌猛进》饰 齐子明
- 1954年《无穷的潜力》饰 丁工程师

导演
- 1957年《地下尖兵》（副导演，武兆堤任导演）
- 1958年《列兵邓志高》（副导演，雷铿任导演）
- 1958年《红领巾的故事》（副导演，武兆堤任导演）
- 1958年《并肩前进》
- 1959年《海上神鹰》
- 1960年《红梅花开》
- 1961年《马戏团的新节目》（朱文顺、尹一青导演）
- 1962年《龙飞凤舞》
- 1963年《我们村里的年青人（续集）》（苏里、尹一青导演）
- 1965年《山村会计》
- 1975年《车轮滚滚》
- 1978年《灯》
- 1980年《血沃中华》